# Эдвард, Джулия
Джулия Эдвард (англ. Julia Edward; род. 20 февраля 1991, Роторуа, Бей-оф-Пленти) — новозеландская гребчиха, выступавшая за сборную Новой Зеландии по академической гребле в 2010—2016 годах. Двукратная чемпионка мира, победительница этапов Кубка мира, участница двух летних Олимпийских игр.

## Биография
Джулия Эдвард родилась 20 февраля 1991 года в городе Роторуа, Новая Зеландия.
Заниматься академической греблей начала в 2003 году, проходила подготовку в местном гребном клубе Rotorua Rowing Club. Окончила Университет Мэсси, получив степень бакалавра делового администрирования.
Впервые заявила о себе в гребле на международной арене в сезоне 2010 года, выиграв серебряную медаль в парных двойках лёгкого веса на молодёжном мировом первенстве в Бресте. Попав в основной состав новозеландской национальной сборной, выступила на домашнем взрослом чемпионате мира в Карапиро, где в той же дисциплине заняла шестое место.
В 2011 году в лёгких парных двойках взяла бронзу на молодёжном мировом первенстве в Амстердаме.
В 2012 году одержала победу на этапе Кубка мира в Мюнхене, стала бронзовой призёркой на этапе в Люцерне и благодаря череде удачных выступлений удостоилась права защищать честь страны на летних Олимпийских играх в Лондоне. На Играх стартовала в программе двоек парных лёгкого веса вместе с напарницей Луиз Эйлинг — сумела квалифицироваться лишь в утешительный финал В и расположилась в итоговом протоколе соревнований на девятой строке.
После лондонской Олимпиады Эдвард осталась в составе гребной команды Новой Зеландии на ещё один олимпийский цикл и продолжила принимать участие в крупнейших международных регатах. Так, в 2013 году в лёгких парных двойках она победила на этапе Кубка мира в Сиднее, взяла бронзу на этапе в Люцерне, стала пятой на мировом первенстве в Чхунджу.
В 2014 году в лёгких одиночках была лучшей на этапах Кубка мира в Эгбелете и Люцерне, в лёгких двойках одержала победу на чемпионате мира в Амстердаме.
В 2015 году в парных двойках лёгкого веса стала серебряной призёркой на этапе Кубка мира в Варезе, победила на этапе в Люцерне и на мировом первенстве в Эгбелете, став таким образом двукратной чемпионкой мира по академической гребле.
Находясь в числе лидеров новозеландской национальной сборной, благополучно прошла отбор на Олимпийские игры 2016 года в Рио-де-Жанейро. На сей раз в паре с Софи Маккензи в зачёте двоек парных лёгкого веса сумела выйти в главный финал и показала в решающем заезде четвёртый результат.
По окончании Олимпиады в Рио Джулия Эдвард сообщила о желании взять перерыв в спортивной карьере, но впоследствии так и не вернулась в академическую греблю в качестве элитной спортсменки.